# Fotbal Club Vaslui
El Fotbal Club Vaslui és un club de futbol romanès de la ciutat de Vaslui.

## Història

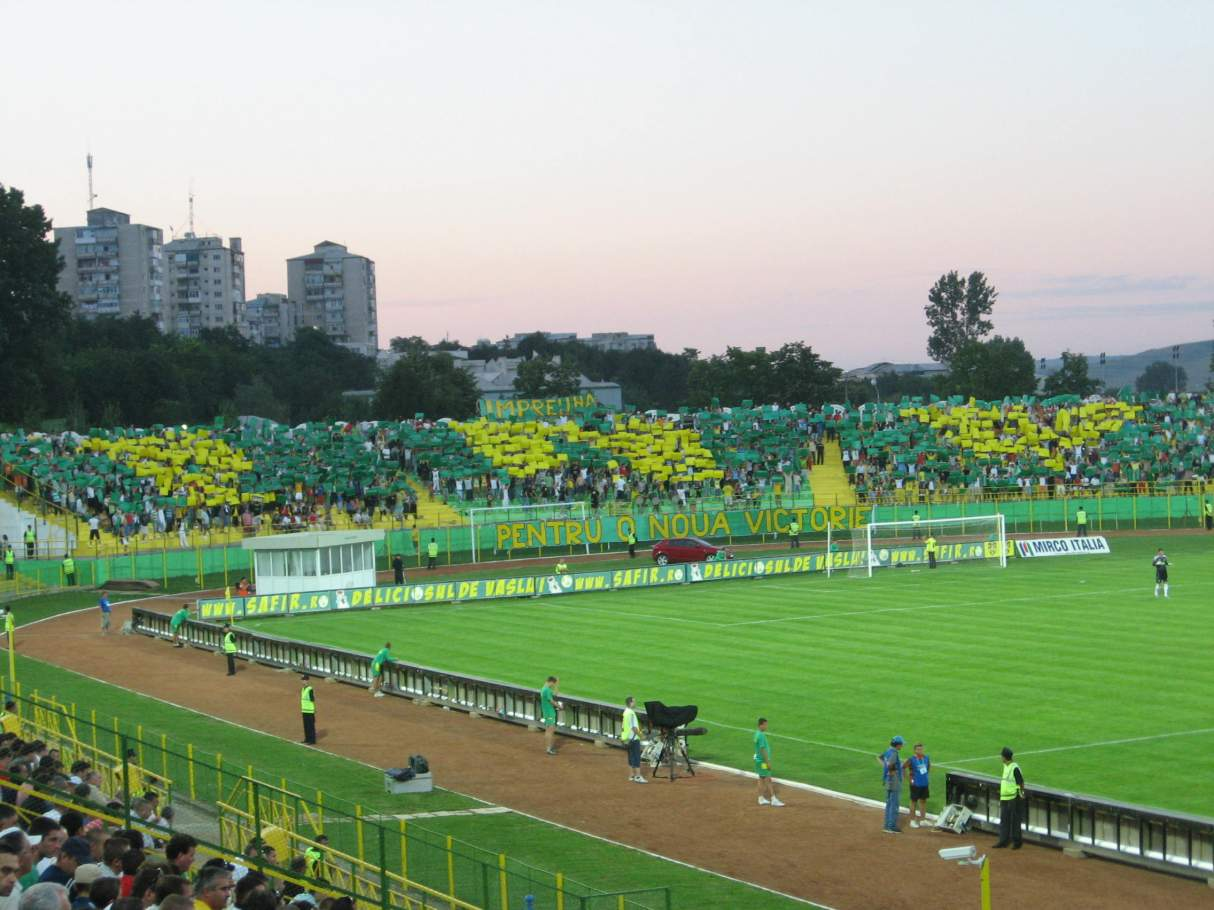
Stadionul Municipal.

El 20 de juliol de 2002, el recent ascendit a Divizia C Victoria Galați es traslladà a Vaslui. Canvià el nom per Fotbal Club Municipal Vaslui, amb la intenció d'ascendir a segona.

## Palmarès
- Segona divisió romanesa de futbol: 
  - 2004-05

- Copa Intertoto: 
  - 2008[4]